# Boulengerula uluguruensis
Boulengerula uluguruensis е вид земноводно от семейство Caeciliidae.

## Разпространение
Видът е разпространен в Танзания.